# Phaenocarpa zetteli
Phaenocarpa zetteli är en stekelart som beskrevs av Fischer 1994. Phaenocarpa zetteli ingår i släktet Phaenocarpa och familjen bracksteklar. Inga underarter finns listade i Catalogue of Life.